# A klinika epizódjainak listája
Ez a szócikk A klinika című NSZK filmsorozat epizódjainak rövid leírását tartalmazza, valamint a sorozat jelentősebb fő- és mellékszereplőit. A sorozat 70 részből áll, melyet eredetileg 1985 és 1989 között vetítettek az NSZK-ban.
Az évadok határait nehéz meghúzni, mivel filmsorozatok esetén az évad az ősztől tavaszig terjedő vetítési időszakot jelenti, és bár hazájában a sorozatot valóban évről évre ősztől tavaszig vetítették, magyarországi adása több részben történt. Így a 12. rész után a 13. részt is "első rész"-ként vetítette a Magyar Televízió, utalva ezzel arra, hogy "új sorozata" kezdődik A klinika sorozatnak. Ez a cikk a magyar vetítési felosztást követi az évadok meghatározásában.
Az 1., a 13. és a 24. rész (vagyis az évadnyitók) 90 percesek, a többi kb. 43-45 perces.

## Szereplők

### Főszereplők
- Klausjürgen Wussow – Klaus Brinkmann professzor, a Fekete-erdei klinika orvosigazgatója, sebész
- Gaby Dohm – Christa Brinkmann, lánykori nevén Mehnert, Brinkmann professzor későbbi felesége, kezdetben nővér, majd befejezi orvosi tanulmányait és orvos lesz
- Sascha Hehn – Dr. Udo Brinkmann, Brinkmann professzor fia, sebész
- Karin Hardt – Käti Marek, Brinkmannék első házvezetőnője
- Ilona Grübel – Katarina Gessner, aneszteziológus, Udo első felesége
- Evelyn Hamann –  Carsta Michaelis, Brinkmannék második házvezetőnője
- Barbara Wussow – Elke nővér
- Eva Maria Bauer – Hildegard Zeisig főnővér
- Anja Kruse – Claudia Schubert, nevelőnő, Udo barátnője
- Jochen Schroeder – Mischa Burgmann ápoló

### Mellékszereplők
- Gaby Fischer – Ina nővér
- Angelika Reißner – Angie, Katarina Gessner lánya, Udo mostohalánya
- Andreas Winterhalder – Benjamin Brinkmann, Klaus és Christa fia, Udo féltestvére
- Karl Walter Diess – Dr. Gerhard Schäfer, adjunktus
- Alf Marholm – Alfred Mühlmann,  gazdasági igazgató
- Christian Kohlund – Alexander Vollmers doktor, kutatóorvos, Christa tanára, majd kollégája
- Lola Müthel – Vollmersné
- Karin Eckhold – Karin Meis,  Brinkmann professzor titkárnője
- Volker Brandt – Dr. Werner Schübel, Schäfer utódja
- Horst Naumann – Dr. Horst Römer, belgyógyász, Brinkmann professzor barátja
- Michael Kausch – Dr. Engel, ifjú orvos
- Heidelinde Weis – Dr. Elena Bach, orvos, Brinkmann professzor korábbi barátnője
- Franz Rudnick – Dr. Wolter, orvos
- Holger Petzold - Dr. Rens, orvos
- Hans-Jürgen Schatz – Dr. Ackermann, orvos
- Raimund Harmstorf - Florian Brinkmann, Klaus unokatestvére
- Hannelore Elsner, Maria Rotenburg
- Beatrice Kessler, Therese Rotenburg
- Hannelore Elsner, Maria Rotenburg
- Olivia Pascal - Carola, Brinkmannék nevelőnője, később Vollmers barátnője
- Knut Hinz - Dr. Borsdorf, orvos
- Verena Peter - Dr. Karin Plessers, orvos

## Epizódok

### 1. évad (1985)
| Epizód | Epizód | Eredeti cím                  | Magyar cím              | Eredeti sugárzás     | Magyar sugárzás   |
| --- | ------ | ---------------------------- | ----------------------- | -------------------- | ----------------- |
| 1. | 1.     | Die Heimkehr (Teil 1-2)      | Hazatérés (1-2. rész)   | 1985. október 22.    | 1988. január 5.   |
| Claus Brinkmann professzor többéves távollét után házvezetőnőjével, Käthivel együtt visszatér Feketeerdei szülőföldjére, hogy a külföldön megszerzett tudását a helyi klinika orvosigazgatójaként kamatoztathassa. Hazaérve természetesen rögtön fia, a szintén orvos Udo Brinkman fogadja őket, aki az apja távozása óta is az erdő szélén található családi házukban élt. Udo kezdődő viszonyt folytat Christa nővérrel, aki arra sétálva rajtakapja egy másik lánnyal, ami miatt kapcsolatuk természetesen azonnal megromlik, de úgy tűnik hogy Cristának mégsem lesz alkalma hosszú ideig búslakodni, hiszen nagyon úgy tűnik hogy mideközben szintén a kertben sétálgató professszor is azonnal felfigyel a tüneményes nővérkére. Mindeözben persze a kórházban is zajlanak az események. Ugyanis egy fiatal lábszártöréssel kezelt lánybeteg, Melanie Wieck összegyűjti az altatókat, vélhetően azért, hogy öngyilkosságot kövessen el, Christa nővér természetesen jelenti is az esetet Udonak, aki viszont nem veszi komolyan a figyelmeztetést, ezért a nővér a professzorhoz fordul. A professzor terméseztessen felelősségre is vonja a fiát, amiért a magánéleti problémái miatt nem veszi komolyan orvosi feladatait. Melanie, amikor megtudja, hogy terhes beszélgetőpartnerének férje nem más, mint az ő volt szeretője, valóban beveszi a Christa nővér által időközben placebóra cserélt altatókat. Eközben Brinkmann professzort meglátogatja volt barátnője, a szintén orvos Elena Bach, akivel kis kirándulást tesznek, ahol találkoznak Christa és Elke nővérekkel, majd a professzor mindannyiukat hazaviszi autóján, viszont az autóút alatt a professzor leginkább Christával foglalkozik, amely természetesen Elena figyelmét sem kerüli el, aminek következtében rossz hangulatban válnak el, hiszen a professzor nyomatékosan közli a doktornővel, hogy viszonyuknak vége. Udo szintén felelősségre vonja Christát, mivel az a professzorral "enyeleg". A kórház egyik új betege egy halálos autóbalesetet okozó férfi, Hessle, akinek meggyőződése, hogy nem kap megfelelő kezelést a kórházban a baleset miatt mivel a professzor is tanúja volt a balesetet megelőző ámokfutásának, ezért megfenyegeti, hogy ha nem kap szerinte megfelelő bánásmódot, akkor magas rangú rokona, a Grossmann Művek elnöke segítségével még problémát fog okozni a professzornak, majd miután Gossmann lánya sikertelen látogatást tesz a professzornál, úgy dönt hogy egy más kórházba kéri magát. Viszont a probléma így is bekövetkezik, ugyanis a Grossmann Művek valóban visszavon egy fontos orvosi műszerre vonatkozó adományát, amire a Hesslével való bánásmód csak ürügy, a valódi ok az, hogy Grossmann sógora, Schäfer doktor helyett Brinkmann professzor lett az orvosigazgató. Az ügy különösen kínossá válik amikor Grossmannék rokonát, Ulrikét egy másik klinikán sikertelenül elvégzett vakbélműtétet követően Brinkmann professzornak kell újraoperálnia. |        |                              |                         |                      |                   |
| |        |                              |                         |                      |                   |
| 2. | 2.     | Hilfe für einen Mörder       | Segíteni egy gyilkoson  | 1985. október 23.    | 1988. január 12.  |
| A klinikán Ulrike Grossmann szerencsésen felépül a vakbélműtét komplikációjából, és mikor kiengedik egy virágcsokorral automatikusan nagybátyjának, Schäfer doktornak köszöni meg hogy megmentette az életét. A beszélgetésnek persze az a Brinkmann professzor is, tanúja lesz aki valójában a műtétet végezte, emiatt a doktor kényelmetlenül érzi magát, és természetesen bocsánatot is kér a professzortól, majd felajánlja, hogy más munkahelyet keres. Brinkmann persze ezt rögtön elutasítja és, közli vele hogy hamarosan új beteget kapnak, ugyanis a közeli fegyházból befognak szállítani hozzájuk egy szigorúan őrzött, életfogytiglanra ítélt rabot, mégpedig a feleséggyilkos Ockert, a kórház persze próbálná titokban tartani a kilétét, ami már csak azért sem könnyű, mert fegyveres őr őrzi, ráadásul egy beteg fel is ismeri a rabot. Eközben a hegyimentőket egy szakadékba borult autóhoz hívják, ahol a sofőr mentése közben az egyik hegyimentő, Lung súlyos mellkasi sérüléseket szenved akit emiatt szintén a klinikára szállítanak. Miközben a rabot operálják, Lungot az intenzív osztályon helyezik el, viszont a rabot felismerő beteg ezt telefonon úgy kommentálja újságíró ismerősének, mintha a kórházban a rab élete előbbre való lenne a hegyimentőénél. Másnap a professzor és fia gyalázkodó telefonokat kapnak, és a helyi újság is címlapsztoriként hozza a "kétes döntést". A lap cikke miatt több beteg el akarja hagyni a kórházat, aminek hatására már az orvosi kamara is kutakodni kezd az ügyben, azonban az is hamar kiderül hogy sem a beteg, sem a beteg felesége nem kíván feljelentést tenni az ügyben. Csupán a helyi napilap túlbuzgó fotópriportereként dolgozó beteg volt az, aki az információkat szállította a cikkhez és ebből kifolyólag természetesen a kamara is felmenti a professzort. Udo kirándulni hívja Elke nővért, aki mielőtt választ adna még Christa nővér véleményét is kéri a dologról, de Crista természetesen óvva inti ifjú kolléganőjét a csapodár orvostól. Elena Bach doktornő megpályázik egy altatóorvosi állást a klinikán, aminek a professzor már nem tud örülni, hiszen nagyon úgy tűnik hogy valóban túllépett egykori orvosnő szerelmén, és szép lassan Crista nővérnek kezd udvarolni. |        |                              |                         |                      |                   |
| |        |                              |                         |                      |                   |
| 3. | 3.     | Der Weltreisende             | A világjáró             | 1985. október 26.    | 1988. január 19.  |
| Egy idős csavargó, Artur Wilkens kerékpárbalesetet szenved, és a klinikára szállítják, de a gazdasági igazgató, Mühlmann aggódik, mert Wilkensnek nincs biztosítása, ezért nem fogja tudni kifizetni a kezelése költségeit. Egy másik beteg, Mieschle rokonai ragaszkodnak hozzá, hogy Mieschle külön szobába kerüljön, míg a beteg maga szeretne többágyasban maradni, a társaság és amiatt, mert a szobájából a házára lát. Azonban Mieschle fia erővel más kórházba viteti az apját, aki egy este megszökik onnan, és busszal visszatér a klinikára. Az ágyában azonban már más beteg fekszik, ezért az éjszakát egy padon tölti. Wilkens kórházi költségeit a professzor fizeti ki, aki cserébe azt várja a öregembertől, hogy az ház körüli munkákkal ledolgozza a tartozását. Wilkens el is kezdi a munkát, de rátör a szabadságvágy, és "megszökik". Udo Elke nővérrel randevúzik, de Elke volt barátja követi őket, és megveri Udót, aki emiatt szakít Elkével. A nővér újra a régi barátjával kezd el járni. Brinkmann professzor közös programra hívja Christa nővért, de a nővér lemondja, amikor megtudja, hogy Elena Bach doktornő a kórházban kezd el dolgozni, mint aneszteziológus. |        |                              |                         |                      |                   |
| |        |                              |                         |                      |                   |
| 4. | 4.     | Sterbehilfe                  | Szépen meghalni         | 1985. október 27.    | 1988. január 26.  |
| Christa nővér összetalálkozik Brinkmann professzorral és Käthivel egy koncerten, és a házvezetőnő meghívja egy kávéra. Beszélgetés közben kiderül, Christa azért mondta vissza a találkozót a professzorral, mert azt hitte, annak barátnője van. A falusi orvos, Marker ellen vizsgálat indul amiatt, mert hagyta meghalni egy súlyosan beteg 87 éves páciensét, Lutzot, a vizsgálatban a professzort kérik fel szakértőnek. Elena Bach doktornő elkezd dolgozni a kórházban, és két betege máris súlyos szemrehányással illeti, amiért megmentette őket, amikor ők - súlyos betegségük miatt - meg akartak halni. A professzor emiatt az eset miatt elgondolkodik a Marker-ügyben adandó szakvéleményén. Udo féltékeny Christa nővérre, ezért felcserél 2 gyógyszert, majd a nővérre tereli a súlyos gondatlanság gyanúját. A nővér emiatt fel akar mondani, de a professzor nem fogadja el a felmondást, sőt gyanúval él az esettel szemben. Két héttel később, amikor Christa elutasítja Udo közeledését, a doktor feljelenti a nővért a professzornál a gyógyszercsere miatt. A professzor és fia összevesznek, Udo új munkahelyet kezd el keresni. |        |                              |                         |                      |                   |
| |        |                              |                         |                      |                   |
| 5. | 5.     | Die Entführung               | Az emberrablás          | 1985. november 3.    | 1988. február 2.  |
| Christa nővér születésnapját ünnepli, ezért meghívja a házába a professzort vacsorára. Kirabolják a helyi bankfiókot, az egyik rabló lövést kap menekülés közben. A Christához induló professzort túszul ejtik a bankrablók, és arra kényszerítik, hogy a kórházban, Bach doktornő segédletével, megoperálja a sérült társukat, közben Käthit, a házvezetőnőt fogva tartják. Miután Christa hiába várja a professzort, felhívja a rendőrséget, azt gyanítva, hogy a szökésben lévő és orvosi segítségre szoruló bankrablók keze van a dologban. A rendőrség kiszabadítja a professzort, miközben a frissen operált bankrablót lelövik. |        |                              |                         |                      |                   |
| |        |                              |                         |                      |                   |
| 6. | 6.     | Die Wunderquelle             | A csodatévő forrás      | 1985. november 9.    | 1988. február 9.  |
| Egy beteg, miután a klinikán hiába kezelték, ivott egy közeli forrás vizéből, amitől állítása szerint meggyógyult. A hírre emberek tömegei tódulnak a forráshoz, a helyi polgármester már gyógyszálló építését fontolgatja. A klinikán szkeptikusak a víz gyógyerejével kapcsolatban, és egy vizsgálat valóban kimutatja, hogy a csodavíznek semmilyen jótékony hatása sincs, épp ellenkezőleg coeli-baktériumokkal van tele. A hit a víz erejében azonban mit sem csökken, az emberek rohamának csak a forrás kimerülése vet véget. Udo, miután hiába keresett új állást, hazaköltözik. Brinkmann professzor nem tud választani Bach doktornő és Christa nővér között, azonban mégis Christát kíséri el annak szabadsága alatt nyaralni. Rens doktort vakbéllel kellene operálni, ha a műtéttől való félelmében nem szökne meg. |        |                              |                         |                      |                   |
| |        |                              |                         |                      |                   |
| 7. | 7.     | Die Schuldfrage              | A felelősség kérdése    | 1985. november 17.   | 1988. február 16. |
| Christa nővér nyaralni indul, és a professzor követi őt. Amikor erről Bach doktornő tudomást szerez, megpróbálja visszakapni korábbi állását, de elutasítják. Autóba ülve balesetet szenved, súlyos állapotban szállítják be a klinikára, ahol az orvosok - a professzor távollétében - nem vállalkoznak az operációjára. A professzor eközben feleségül kéri Christát, aki gondolkodási időt kér. Brinkmann telefont kap Bach doktornő súlyos állapotáról, ami miatt azonnal visszaindul a klinikára. Azonban elkésik, a doktornő meghal, a professzor ezért mély letargiába esik, és Udoval is összevesznek, aki azzal vádolja, hogy annak idején, az anyja halálakor sem volt jelen a professzor, hanem egy másik nővel - éppen Bach doktornővel - töltötte az idejét. |        |                              |                         |                      |                   |
| |        |                              |                         |                      |                   |
| 8. | 8.     | Der Dieb                     | A tolvaj                | 1985. november 23.   | 1988. február 23. |
| Egy idős asszony agyvérzést kap a lakásában, az ajtót a lakás tulajdonosai törik be és hívnak mentőt. A mentők távozása után az asszony húga veszi észre, hogy a lakásból eltűnt 450 márka és egy régi karóra. A lopással Mischát, a segédápolót gyanúsítják, főleg, miután a lakásán megtalálják a karórát, melyet állítása szerint az időközben elhunyt asszonytól kapott ajándékba. Mischát ezután el akarják távolítani a kórházból, csupán a professzor áll ki mellette. Később kiderül, a pénzt a lakás tulajdonosa vette el, mivel az idős asszony lakbérhátralékban volt, így Mischát felmentik. Christa nővér beadja felmondását, mert lehetetlennek érzi a helyzetét a kórházban, miután a professzor barátnője lett. |        |                              |                         |                      |                   |
| |        |                              |                         |                      |                   |
| 9. | 9.     | Der Kunstfehler              | A műhiba                | 1985. december 1.    | 1988. március 1.  |
| A klinikára egy fiatalember, Bodo Budelius kerül, akinek erősen elfertőződött ujját a kirchen-hauseni kórházban kezelték. Budelius elmondása szerint kis sérüléssel ment be, de a kezelőorvos tévedésből rossz injekciót adott neki, ezért fertőződött el az ujja. Brinkmann professzor szerint az ujj majdnem menthetetlen, de biztosan véget vet Budelius kezdődő zongorista pályafutásának. A beteg emiatt beperli az őt kezelő orvost, aki nem más, mint a professzor régi ismerősének, a borász Bartensnek a fia, a professzor egyik legjobb tanítványa. A professzor ráveszi a gazdag borászt, hogy cserébe azért, hogy ne törjön ketté a hibát elkövető orvos karrierje, ajándékozzon Budeliusnak egy karmesteri ösztöndíjat. A klinikára új aneszteziológus érkezik, Katarina Gessner doktornő, aki rögtön felkelti Udo érdeklődését. Schäfer korai nyugdíjba készül, mivel súlyosbodó reumája egyre nehezebbé teszi számára a sebészi munkát. |        |                              |                         |                      |                   |
| |        |                              |                         |                      |                   |
| 10. | 10.    | Die Mutprobe                 | Vakmerő próba           | 1985. december 7.    | 1988. március 8.  |
| Brinkmann professzor megkéri Christa nővér kezét, aki igent mond. Udo egyre inkább szerelmes Gessner doktornőbe, ám nem tudja, hogyan hozza ezt a nő tudomására, akiről az is kiderül, van egy kislánya, és éppen válófélben van. 3 fiatal, köztük Schäfer doktor fia bátorságpróbára indulnak egy barlangba, ahova egyébként tilos a bejárás. A doktor fia balesetet szenved, ezért maga Schäfer indul a mentésére. A gyerekek jó tréfának tartották a próbát egészen addig, míg meg nem tudják, hogy a mentés során meghalt egy rendőr. Schäfer elárulja a professzornak, hogy reumában szenved. Christa, miután a professzor biztosítja róla, hogy fizeti a tanulmányait, újra beiratkozik az orvosi egyetemre. Udonak végül sikerül meghódítania Gessner doktornőt. |        |                              |                         |                      |                   |
| |        |                              |                         |                      |                   |
| 11. | 11.    | Vaterschaft                  | Apaság                  | 1985. december 15.   | 1988. március 22. |
| A klinikára egy fiatal terhes lány, Franziska Mitzinger kerül be, egy baleset miatt. A gyereke apja minden nap meglátogatja, és megpróbálja rávenni az esküvőre, azt bizonygatva, hogy a lánynak és a gyereknek mindenük meg lesz, ha összeházasodnak, de a lány semmiképpen sem akar hozzámenni. Mischa, az ápoló jó barátságba keveredik a lánnyal, és felajánlja neki, hogy miután kikerül a kórházból, beköltözhet az ő éppen kiadó albérletébe, mivel a lánynak nincs hová mennie. Beköltözéskor kiderül, Mischa és a lány között több van, mint barátság. Udo megkéri Gessner doktornő kezét, az eljegyzést a professzorék esküvőjén akarják bejelenteni. Käthi kétségbeesik, és öregek otthonát keres a maga számára, mivel azt hiszi, Christa érkezésével neki már nem jut sem hely, sem munka a professzor házában. |        |                              |                         |                      |                   |
| |        |                              |                         |                      |                   |
| 12. | 12.    | Die falsche Diagnose         | Téves diagnózis         | 1985. december 21.   | 1988. március 29. |
| Marker doktor beutalja a kórházba a 15 éves Immo Lindemannt, akut vakbél gyanújával. Azonban sem Udo, sem a professzor nem tapasztal semmilyen elváltozást, ezért a gyereket hazaengedik, és mindketten kétségbe vonják Marker szakértelmét. Másnap azonban Immo-t sürgősen a kirchen-hauseni kórházba szállítják és megoperálják egy újabb rohama után. Az ottani orvosok nem tudják mire vélni Brinkmannék téves diagnózisát, és már felelősségre vonási ügyet fontolgatnak, amikor kiderül, Immo egy osztálytársát küldte el maga helyett a fekete-erdei klinikára, mert mindenképpen részt akart venni az osztálykiránduláson. Brinkmann professzor és Christa megtartják esküvőjüket. |        |                              |                         |                      |                   |
| |        |                              |                         |                      |                   |
| 13. | 13.    | Der Versager (Teil 1-2)      | A kudarc (1-2. rész)    | 1986. január 2.      | 1989. április 25. |
| 2-3 évvel később Christa már az orvosi államvizsgájára készül Freiburgban, ahol megismerkedett a fiatal Vollmers professzorral, aki élénk érdeklődést tanúsít iránta, és még egy kutatói állást is felajánl neki. A sikeres vizsga után Christa a klinikán kezd el orvosként dolgozni. Mischa anyagi okokból felhagy a főállású zenéléssel és mint ápoló tér vissza a klinikára, habár Hildegard főnővér eleinte nem akarja beválogatni az ápolóképző tanfolyam résztvevői közé. Udo és Katarina házasságán megjelennek az első repedések, amikor Katarina közös nyaralás helyett New York-ba akar utazni egy szakmai továbbképzésre. Filmet forgatnak a klinikától nem messze, ahol Elke nővér megismerkedik Harry Poserrel, a kaszkadőrrel. Nem sokkal később a kaszkadőrt súlyos sérüléssel szállítják be a klinikára, ahol örömmel látja, hogy éppen Elke nővér ápolja őt. A főnővér azonban rajtakapja őket, amikor Elke - szolgálaton kívül és éjjel - meglátogatja Harryt, és emiatt ki akarja rúgni. A kórházban problémák vannak egy fiatal orvossal, Sagerrel, aki szemmel láthatóan nem bírja a vér látványát. Kiderül, hogy Sager csak azért lett orvos, mert apja, aki szintén orvos, ezt kívánta. Később a klinikára beszállítanak egy súlyosan beteg kisfiút, akit Sager félrekezel, emiatt a gyerek majdnem meghal. Udo megismerkedik Ursula Ronn-nal, aki nem bánná, ha közelebbi ismeretségbe keveredhetne a férfival. |        |                              |                         |                      |                   |
| |        |                              |                         |                      |                   |
| 14. | 14.    | Die fromme Lüge              | A kegyes hazugság       | 1986. január 4.      | 1989. május 2.    |
| Brinkmann professzor még éppen időben érkezik, hogy megmentse a Sager által félrekezelt gyereket. Azt javasolja Sagernek, hogy mivel semmi tehetsége nincs az orvosi pályához, adja vissza a dipmlomáját. Sager azonban apjára hivatkozva, aki azt szeretné, ha orvos lenne, visszautasítja ezt. A professzor elmegy az apához, hogy megbeszélje vele ezt a problémát, az idős Sagert azonban súlyos betegen találja, ezért nem viszi rá a lélek, hogy megbántsa az öreget. A városba cirkusz érkezik, Angie összebarátkozik az oroszlánnal és gondozójával. Egy véletlen eset miatt az oroszlán kiszabadul, és Brinkmann professzorék kertjében köt ki, a nyugodtan játszó Angie mellett. Udo és Katarina megpróbálják rendbehozni a házasságukat, ezért elhatározzák, több időt fognak egymással tölteni, és e célból felvesznek Angie mellé egy nevelőnőt, Claudiát. |        |                              |                         |                      |                   |
| |        |                              |                         |                      |                   |
| 15. | 15.    | Der Mann mit dem Koffer      | A kofferes ember        | 1986. január 5.      | 1989. május 9.    |
| Basler körzeti orvos beutalja a klinikára Storch-ot, egy falusi gazdát, sérvműtétre. A beteg nem bízik sem a bankokban, sem az orvosokban, ezért egy kofferben magával viszi teljes vagyonát, hogy majd abból fizeti a kórházi számlát. A klinikán persze nem tarthatja magánál a bőröndöt, ezért rábízza a professzorra, aki kényszerből hazaviszi megőrzésre. Käti megismerkedik egy kedves öregúrral, Taubricht tanácsossal a közeli öregek otthonából, és összebarátkozik vele. Udo újra összefut Ursula Ronn-nal. Vollmers, azon az ürügyön, hogy a nővérét látogatta meg, ismét találkozik Christával, emiatt a professzort elkezdi mardosni a féltékenység. Udo egy újabb házastársi veszekedés után ittasan autóba ül, hogy Ursulához menjen, de végül az apja házában köt ki. Közben ő és Claudia egyre szimpatikusabbak egymásnak. |        |                              |                         |                      |                   |
| |        |                              |                         |                      |                   |
| 16. | 16.    | Der Wert des Lebens          | Az élet értéke          | 1986. január 12.     | 1989. május 16.   |
| Metzner apja már sokadszorra fekszik súlyos betegséggel a klinikán, de eddig még mindig sikerült elkerülni a legrosszabbat. Ez nem tetszik Metznernének, aki úgy gondolja, csak apósa szenvedését hosszabbítják meg így, nem az életét. Ráadásul az após halála kihúzná őt és férjét az anyagi csődből. Amikor Metznert infarktus éri, az asszony megváltoztatja a véleményét az élet értékéről. Christa észreveszi, hogy Käti elfelejtett feladni egy csekket, és egyébként is több hibát is vétett az utóbbi időkben a háztartásvezetésben. Käti emiatt megsértődik, és azt tervezgeti, beköltözik Taubricht úr mellé az öregek otthonába, Brinkmannék pedig azt fontolgatják, új házvezetőnőt szerződtetnek, hogy Käti terheit csökkentsék. Udo és Angie Claudiával egy kellemes délutánt töltenek a tóparton, ahol Udo és Claudia meglehetősen közel kerülnek egymáshoz. Vollmers professzor meghívja Christát egy néhány hetes kutatómunkára Freiburgba, emiatt azonban Christa összevész a férjével. |        |                              |                         |                      |                   |
| |        |                              |                         |                      |                   |
| 17. | 17.    | Hochzeitstag                 | Házassági évforduló     | 1986. január 18.     | 1989. május 23.   |
| Egy fiatal lány, Wiebke súlyos lovasbalesetet szenved, kómában fekszik a klinikán. Régi szerelme, Robert minden nap látogatja, aktuális barátja, a lovarda tulajdonosának a fia, Holger azonban feléje sem néz. Amikor Wiebke váratlanul felébred a kómából, úgy dönt, Holger helyett ismét Robertet választja. Brinkmannék 3 jelölt közül próbálják kiválasztani Käti utódját, választásuk - jobb híján - Carsta Michaelisre, egy igen erkölcsös életet élő vénkisasszonyra esik. Christa Freiburgban dolgozik együtt Vollmers professzorral. Brinkmann váratlanul meglátogatja, mert azt hiszi, házassági évfordulójuk van, és egy félreértés miatt azt hiszi, Christa hűtlen lett hozzá. |        |                              |                         |                      |                   |
| |        |                              |                         |                      |                   |
| 18. | 18.    | Das Findelkind               | A talált gyerek         | 1986. január 26.     | 1989. május 30.   |
| Egy fiatal nő a klinika előtt hagyja újszülött gyerekét. A kórház dolgozói Kolbnét, egy éppen halott gyereket szült asszonyt kérik meg, hogy szoptassa a kicsit. Kolbék szeretnék örökbe fogadni a gyereket, akinek időközben az anyját is megtalálják. Käti beköltözik Taubricht úr mellé az idősek otthonába, azonban eltérő életstílusukat már az első napon sem tudják összeegyeztetni, ezért visszaköltözik a Brinkmann-házba. Udo elárulja Angienak, hogy Katarina gyereket vár, emiatt az asszony iszonyúan megharagszik Udóra. Megijedve és elkeseredve a veszekedés miatt, Angie bánatában megszökik otthonról. |        |                              |                         |                      |                   |
| |        |                              |                         |                      |                   |
| 19. | 19.    | Gewalt im Spiel              | Erőszak                 | 1986. február 1.     | 1989. június 6.   |
| Angie keresése közben Udo tanúja lesz egy nemi erőszaknak, a klinikára beszállított lány azonban tagadja, hogy látta volna a támadóit. Nem sokkal később azonban egy helyi gazda fiát beszállítják a kórházba, mert megkéselték. Udo megtalálja Angie-t, Katarina pedig elárulja, hogy abortuszt hajtatott végre, és hogy el szándékozik vállalni egy szakmai előrelépést jelentő állást Hamburgban. Udo bánatában a házukban randevúzik Ursula Ronn-al, ahol Katarina rajtakapja őket. Ez mindenképpen a házasságuk végét jelenti. Carsta Michaelis munkába áll Brinkmannéknál. |        |                              |                         |                      |                   |
| |        |                              |                         |                      |                   |
| 20. | 20.    | Prost, Herr Professor!       | Proszit, professzor úr! | 1986. február 9.     | 1989. június 13.  |
| A professzort díszpolgárrá avatják, azonban ő otthagyja az avatóünnepséget, hogy régi ismerősével, az alkoholista Lamberttel töltse annak utolsó óráit. Katarina mindenkivel összeveszik, mivel azt hiszi, mindenki őt hibáztatja az Udóval való szakításuk miatt. Schäfer beadja felmondását a reumája miatt. Claudia és Udo bevallják egymásnak érzelmeiket, Angie pedig észreveszi, hogy együtt töltötték az éjszakát. |        |                              |                         |                      |                   |
| |        |                              |                         |                      |                   |
| 21. | 21.    | Steinschlag                  | Kőomlás                 | 1987. szeptember 30. | 1989. június 20.  |
| Brinkmann professzort figyelmeztetik: ha nem változtat az életmódján, infarktus fenyegeti. Christa rájön, gyereket vár, de nem talál alkalmat rá, hogy megmondja a férjének a jó hírt. Käti álmában meghal, ami megrázza az egész Brinkmann családot. A klinikára behoznak egy fiút, akin verés nyomai láthatóak, de a gyerek tagadja, hogy családon belüli erőszak áldozata, és az anyja ugyanígy tesz. Egy újabb verés alkalmával a gyerek kétségbeesett lépésre szánja el magát. Vollmers meglátogatja Christát, aki egy közös kiránduláson bevallja neki, hogy gyereke lesz, de a hazafelé vezető úton kőomlás alá kerülnek. |        |                              |                         |                      |                   |
| |        |                              |                         |                      |                   |
| 22. | 22.    | Ein Kind, ein Kind, ein Kind | Gyerek, gyerek, gyerek  | 1986. február 15.    | 1989. június 27.  |
| Vollmers súlyosan megsérül a kőomlásban, míg Christa szinte ép bőrrel megússza. A professzor továbbra is azt hiszi, Christa megcsalja őt Vollmerssel, és csak akkor látja be, hogy tévedett, amikor kiderül: Christa gyereket vár. Katarina elköltözik Angieval Hamburgba, Udo pedig összeköltözik Claudiával. Ez annyira felháborítja az erkölcsös Michaelis asszonyt, hogy kilátásba helyezi felmondását. Azonban egy véletlen folytán kiderül, neki is van egy már felnőtt lánya egy fiatalkori szerelmétől. Schäfer szintén elhagyja a klinikát, hogy tanár legyen egy főiskolán. |        |                              |                         |                      |                   |
| |        |                              |                         |                      |                   |
| 23. | 23.    | Der Infarkt                  | Az infarktus            | 1986. február 23.    | 1989. július 4.   |
| Az előző rész óta eltelt fél év, a késő őszből kora tavaszba fordul az idő. Christa már szülés előtt áll, Klaus pedig igyekszik vigyázni az egészségére: legalábbis a korábbi 30 szál cigaretta helyett már csak 10-et szív, de nem hagyja abba a dohányzást. A kórházba egy gazdag nő érkezik aki bizonyos képzelt betegségei miatt első osztályú ellátást vár és inkább csak szanatóriumnak tekinti a kórházat. Christa a szülőszobára került, Udohoz viszont egy súlyos gyomor perforált beteg érkezik műtétre, amihez Udo az édesapja segítségét kéri aki viszont a műtét alatt súlyos infarktust kap. Közben Udo egyedül sikeresen befejezi a műtétet, Christa pedig egészséges kisfiúnak ad életet. Később a hisztis nőbeteg felháborodottan veszi tudomásul, hogy nem Brinkmann professzor foglalkozik vele. Udo nem vevő az unatkozó beteg hisztis kirohanásaira és alaposan lehordja viselkedéséért. |        |                              |                         |                      |                   |

### 2. évad (1987)
| Epizód | Epizód                                                                        | Eredeti cím                       | Magyar cím                   | Eredeti sugárzás   | Magyar sugárzás   |
| --- | ----------------------------------------------------------------------------- | --------------------------------- | ---------------------------- | ------------------ | ----------------- |
| 24. | 1.                                                                            | Die Reise nach Amerika (Teil 1-2) | Utazás Amerikába (1-2. rész) | 1987. október 3.   | 1990. január 1.   |
| 9 hónappal infarktusa után Brinkmann még mindig nem dolgozhat, ami lelkileg nagyon megviseli, feleslegesnek érzi magát. Ezért elhatározza, meglátogatja San Franciscóban régi barátját, aki a kardiológia neves szakértője is egyben, és tőle kér diagnózist. Az úton megismerkedik egy vonzó mezőgazdásszal, Maria Rothenburggal, akivel viszonyba kezd, miután ismét azt hiszi, hogy Christa megcsalja Vollmerssel. A kórházból elbocsátanak egy gyógyult, műtött beteget, akit a hazafelé vezető úton autóbaleset ér a sofőr - a lánya - hibájából. A beteg meghal, a lánya magát vádolja. Christa, hogy megnyugtassa, azt hazudja, hogy az apja amúgy is meghalt volna pár hónapon belül rákban. A Brinkmannt helyettesítő főorvost, Breeken professzort nem igazán kedvelik a kórházban, Schübel doktorról pedig már mindenki tudja, hogy nagy nőcsábász, aki beteget, kollégát egyaránt elcsábít. Udo és Claudia egyelőre hiába próbálkoznak, nem születik gyerekük. |                                                                               |                                   |                              |                    |                   |
| |                                                                               |                                   |                              |                    |                   |
| 25. | 2.                                                                            | Der Fremde in der Hütte           | Idegen a hegyi házban        | 1987. október 17.  | 1990. január 2.   |
| Brinkmann professzor munkába állása előtt felmegy a hegyi házukba, ahol egy csavargót talál, aki tudta nélkül használja a házat. Schübel doktor egyre inkább belebonyolódik a nőügyeibe, amit tetéz, hogy a felesége is szeretne végre utánajönni. Brinkmann továbbra is titkolja futó kapcsolatát Maria Rothenburggal, és amikor látja, hogy Vollmers milyen bensőségesen búcsúzik el Christától, mielőtt Afrikába indulna, úgy véli, jól döntött akkor, amikor titkolta ezt a viszonyt, csakhogy Christa időközben megtalálta Mariától kapott búcsúajándékát. |                                                                               |                                   |                              |                    |                   |
| |                                                                               |                                   |                              |                    |                   |
| 26. | 3.                                                                            | Das Geständnis                    | A vallomás                   | 1987. október 24.  | 1990. január 9.   |
| Claudia megfázással küszködik, közben Christa megtalálja a férje és Maria Rothenburg közös amerikai fényképeit a professzor öltönyében. Brinkmann kiveszi a fotókat, de azt állítja, nem volt az öltönyben semmi, amivel felkelti Christa gyanúját. Találkozik Mariával, aki szakít vele, Christa viszont nem hagyja annyiban a dolgot, mire Brinkmann közli vele, hogy ő viszont azzal gyanúsítja az asszonyt, viszonya van Vollmerssel. A klinikára egy altatóorvos gyakornok (Ackermann) érkezik, aki nem nyeri el Mühlmann úr tetszését, mivel feljelentette előző munkahelyét tiltott gyógyszerkísérlet miatt. |                                                                               |                                   |                              |                    |                   |
| |                                                                               |                                   |                              |                    |                   |
| 27. | 4.                                                                            | Intrigen                          | Intrikák                     | 1987. október 31.  | 1990. január 16.  |
| Miután Christa megtudta, hogy férje megcsalta, a professzor, hogy igazolja hűtlenségét, megvádolja a nőt, hogy ő is így tett. Ezt arra alapozza, hogy amikor Amerikából hazatelefonált, Vollmers válaszolt, aki ráadásul otthagyta a pulloverét és mielőtt elutazott Afrikába, nyílvánosan megcsókolta Christát. Veszekedésük után hűvös távolságtartással viseltetnek egymás iránt. Wolter doktorról azt pletykálják, a felesége megcsalja, emiatt munkaidőben elhagyja a klinikát, hogy meggyőződjön a dologról, miközben súlyos beteget hoznak az osztályára, akit az új altatóorvos gyakornok, Ackermann lát el sikeresen. Brinkmann megrovásban részesíti mindkettőjüket: Woltert mulasztás, a gyakornokot engedély nélküli orvosi tevékenység miatt, bár az utóbbinak elismerését is kifejezi, mert példásan viselkedett egy vészhelyzetben. Wolter felmond, családi ügyre hivatkozva. Claudia a betegsége után először áll újra munkába. Brinkmann kénytelen felelősségre vonni Schübel doktort annak nőügyei miatt, miután egy nőbeteg nála tett panaszt, hogy Schübel házassági ígéretet tett neki. Schübel meglátja a professzort Maria Rothenburggal, ezért megpróbálja zsarolni őt, nem sok sikerrel. Egy telefonhívás után Christa elköltözik otthonról, Brinkmann Schübelt gyanúsítja a hívással, de kiderül, Maria telefonált. |                                                                               |                                   |                              |                    |                   |
| |                                                                               |                                   |                              |                    |                   |
| 28. | 5.                                                                            | Spätes Glück                      | Késői boldogság              | 1987. november 7.  | 1990. január 23.  |
| Christa Katherinához költözik, Brikmann látogatóba érkezik a kis Benjaminhoz. A Klinikán megtudják, hogy mi történt Brinkmannéknál. A helyzet egyre kínosabb, a professzor tesz egy gyámoltalan kísérletet a helyzet rendezésére, de Christa elutasítja. Azt mondja, időre van szüksége. Röhmer baráti tanácsként azt javasolja a professzornak, hogy zárja le a kapcsolatát Maria Rohtenburggal. Brinkmann professzor újra találkozik Mariával az ott felejtett tárca ürügyén és végleg szakít vele. Schübel az utolsó márkáját is elveszti a kaszinóban, az éjszaka közepén Brinkmannt hívja fel, hogy menjen érte. Röhmer megvizsgálja Claudiát, eleinte nem talál semmi különöset, de a vérvizsgálat előrehaladott leukémiát mutat ki. Röhmer, Brinkmann és Udo biztosak a halálos diagnózisban, Christa szerint azonban még van remény… |                                                                               |                                   |                              |                    |                   |
| |                                                                               |                                   |                              |                    |                   |
| 29. | 6.                                                                            | Besuch aus Kanada                 | A kanadai vendég             | 1987. november 14. | 1990. január 30.  |
| Brinkmann és a felesége kibékülnek, Christa hazaköltözik. A professzor gondban van, nem tudja mit tegyen Schübel doktorral, aki bár kiváló sebész, adósságai mégis maga alá temetik. Megoldásként beköltözteti menye, Katarina házába és megparancsolja neki, vessen véget nőügyeinek és rendezze adósságait. Schübel szakít is barátnőjével, de annak vőlegénye mégis megveri. Claudia kórházban ápolják, de gyógyulására egyre kevesebb a remény. Elke férje meghal egy munkahelyi balesetben. A professzorékhoz váratlanul megérkezik Kanadából Flórián, a professzor unokatestvére. |                                                                               |                                   |                              |                    |                   |
| |                                                                               |                                   |                              |                    |                   |
| 30. | 7.                                                                            | Udos Entschluß                    | Udo döntése                  | 1987. november 22. | 1990. február 6.  |
| Mühlmann úr egy biztosítási csalással vádolt orvos felvételére akarja rábírni Brinkmannt, mivel a jelöltet magas helyről támogatják és elutasítás esetén veszélybe kerülhet a kórház támogatása. Claudia egyre rosszabbul érzi magát és az életét már nem lehet megmenteni. A temetés után Udo úgy önt, önkéntes orvosként Afrikába utazik. Flórián mielőtt visszautazna, meghívja Kanadában a professzor házvezetőnőjét, Michaelis asszonyt. Schübel váratlanul nagy összeget nyer a kaszinóban. |                                                                               |                                   |                              |                    |                   |
| |                                                                               |                                   |                              |                    |                   |
| 31. | 8.                                                                            | Das Vermächtnis                   | A végakarat                  | 1987. november 28. | 1990. február 13. |
| Udo Afrikában lázadó katonák kezébe kerül, és arra kényszerítik, hogy gyógyítsa a sebesültjeiket. Egy támadás során az orvosok a kormány hadseregének fogságába esnek. Elke és Udo leveleznek, miközben a kórházban dolgozó új orvos, dr. Engel udvarolni próbál Elkének. A klinikán egy híres személyiség éli utolsó óráit, aki Brinkmannak diktálja le bűneit, mivel nem akarja, hogy a világ erkölcsi nagyságként emlékezzen rá. |                                                                               |                                   |                              |                    |                   |
| |                                                                               |                                   |                              |                    |                   |
| 32. | 8.                                                                            | Die Heimkehr                      | A hazatérés                  | 1987. december 5.  | 1990. február 20. |
| Udo és Vollmers doktor a kormányerők börtönébe kerülnek Afrikában, ahol a kivégzésükre várnak, ám angol újságírók segítségével sikeresen kiszabadulnak. Engel doktor tovább udvarolna Elkének, ám mivel Elke ezt nem akarja, mindketten összetűzésbe kerülnek a főnővérrel. A klinikán egy gyógyszerfüggő beteget próbálnak kezelni, ami miatt Ackermann doktor újabb vitába keveredik korábbi főnökével. |                                                                               |                                   |                              |                    |                   |
| |                                                                               |                                   |                              |                    |                   |
| 33. | 9.                                                                            | Nackte Tatsache                   | A csupasz tény               | 1987. december 19. | 1990. február 27. |
| Udot-t hazatérése után Röhmer vizsgálja ki, pihenést javasol számára. Udo azt fontolgatja, hogy visszatér Afrikába. Katherina elköltözik a házából, biztosítja róla Udo-t, hogy csak baráti viszony van köztük. A Klinikán dolgozó Margot nővérről kiderül, hogy aktmodell, amit a főnővér és Mühlmann nem néz jó szemmel, de a kórházból nem tudják kirúgatni. A nővér végül önmaga távozik egy modellügynökséghez, de előtte szókimondásával az ájulásba hajszolja a főnővért. Udo és Elke egyre szorosabbra fűződő barátsága közé csaknem éket ver egy újságcikk nyomán keletkezett félreértés, de végül tisztázzák a helyzetet. Florian meghívja Kanadába Michaelis asszonyt, aki eleinte nem akar menni, mert fél az utazástól, de a professzor rábeszéli az útra. |                                                                               |                                   |                              |                    |                   |
| |                                                                               |                                   |                              |                    |                   |
| 34. | 10.                                                                           | Der Tod der alten Dame            | Az öreg hölgy halála         | 1987. december 26. | 1990. március 6.  |
| Katarina mindenáron vissza akarja szerezni Udót, aki ellenáll. Vissza akar térni Afrikába, emiatt a professzor Elke nővért teszi felelőssé. A klinikán meghal egy idős hölgy, aki mindenét Brinkmann titkárnőjére hagyja, mivel utolsó éveiben csak ő ápolta. Emiatt a rokonok perrel fenyegetik az asszonyt, de a professzor kiáll mellette. |                                                                               |                                   |                              |                    |                   |
| |                                                                               |                                   |                              |                    |                   |
| 35. | 11.                                                                           | Die Erbschaft                     | Az örökség                   | 1988. január 2.    | 1991. január 8.   |
| Klaudia ittasan vezetve elüt egy kisfiút, aki meghal. Tárgyalásra várva a doktornőt nem az ítélet gyötri, hanem, hogy hogyan tud elszámolni a lelkiismeretével. Egy kislányt rosszullét miatt hoznak a klinikára. Szóba kerül a leukémia és az e betegség terén kutatást végző Crista betege lesz. Később kiderül, hogy fertőző mirigyláza van, amelynek jóindulatú a lefolyása. Schübel doktor egy másik, sérült kislányt lát el és megkéri a főnővért, hogy hozzon egy gyógyszert. Azonban a gyógyszerraktárban meglátja, hogy Engel doktor és Ina nővér csókolózik és ettől dühbe gurul, majd rossz gyógyszert vesz magához. Visszatérve a kezelőbe Misha észreveszi a főnővér tévedését és közbelép, de titokban tartja az esetet. "Meisecske" 10 000 márkát örököl az idős, tehetetlen szomszédjától, akinek több éven keresztül nyújtott segítséget házimunkában. Másik két örököse megvádolja a titkárnőt, hogy kicsalta a pénzt, és egy gyűrűt is ellopott, de később tisztázta magát. |                                                                               |                                   |                              |                    |                   |
| |                                                                               |                                   |                              |                    |                   |
| 36. | 12.                                                                           | Der Optimist                      | Az optimista                 | 1988. január 9.    | 1991. január 15.  |
| Egy fiatal fiú súlyos balesetet szenved, nyaktól lefelé lebénul. Ennek ellenére optimista, biztos benne, hogy fel fog épülni. Mindenki meglepetésére valóban napról napra jobban tudja mozgatni a karjait. Vollmerst professzorrá nevezik ki. Christa és a férje elutaznak nyaralni a Maldív-szigetekre, közben Christa egy régi barátnője beköltözik hozzájuk, ami nem nyeri el Michaelis asszony tetszését. |                                                                               |                                   |                              |                    |                   |
| |                                                                               |                                   |                              |                    |                   |
| 37. | 13.                                                                           | Die Freundin                      | Anna                         | 1988. január 16.   | 1991. január 22.  |
| Christa náluk lakó barátnője furcsán viselkedik, a depresszió jeleit mutatja. Öngyilkossági kísérletéből dr. Schübel érdeklődése téríti észhez, ám Christa felvilágosítja az asszonyt, Schübel nőcsábász. A klinikán ápolt lebénult fiú napról-napra jobban tudja mozgatni a karjait, az orvosok nem találnak magyarázatot a „csodára”. Katarinát elítélik gondatlanságból elkövetett emberölésért. Udo és Elke azt tervezik, összeházasodnak. |                                                                               |                                   |                              |                    |                   |
| |                                                                               |                                   |                              |                    |                   |
| 38. | 14.                                                                           | Glück im Spiel                    | A lábtörés                   | 1988. január 23.   | 1991. január 29.  |
| Anna kétségbeesik, amikor Brinkmannék megkérik, most már hagyja el a házukat és szakítson Schübellel is, aki nem vallotta be a feleségének legújabb kalandját. A klinika bővítésének építésze Anna férje, aki nem akarja hazavinni feleségét, de ad pénzt, hogy az asszony elköltözhessen. Hildegard főnővér eltöri a lábát, emiatt maga is páciens lesz, amit nehezen visel. |                                                                               |                                   |                              |                    |                   |
| |                                                                               |                                   |                              |                    |                   |
| 39. | 15.                                                                           | Trennungen                        | Válások                      | 1988. január 30.   | 1991. február 5.  |
| Brinkmannékat meglátogatja Schübelné, és közli, válókerestet ad be a férje ellen. Schübel majdnem hibát követ el egy műtétnél, emiatt a professzor megfenyegeti, ha nem rendezi a magánéletét, felmond neki. Hildegard főnővér nagyon fél a rá váró operációtól, szobatársa vigasztalja. |                                                                               |                                   |                              |                    |                   |
| |                                                                               |                                   |                              |                    |                   |
| 40. | 16.                                                                           | Alles Theater                     | Színház, minden műfajban     | 1988. február 6.   | 1991. február 12. |
| Schübel beadja a felmondását. Hildegard főnővér felforgatja a klinika életét, mivel még gyógyulása előtt is bejár a kórházba „segíteni”. Christa összeomlik, amikor egy betege meghal egy egyszerű műtét közben. Vollmers professzor és Katarina találkoznak, a professzor észreveszi az asszony kimerültségét és figyelmezteti, ne dolgozzon annyit. Katarina arra kéri őt, hogy tekintettel arra, milyen sok a munkája mostanában, Vollmers próbálja rávenni Udót, halasszák el a válópert. Udo nem örül a hírnek, közben megérkezik hozzájuk látogatóba Elke húga és barátja. |                                                                               |                                   |                              |                    |                   |
| |                                                                               |                                   |                              |                    |                   |
| 41. | 17.                                                                           | Wo ist Katarina                   | Hol van Katarina?            | 1988. február 13.  | 1991. február 19. |
| Römer doktor megismerkedik egy színésznővel és kapcsolatot kezd vele, nem törődve kollégái gúnyos pillantásaival. Hildegard nővér jubileumára készül, ám a professzor ünneplés helyett arra kéri, próbáljon emberségesebben viselkedni a betegekkel és a kollégákkal egyaránt. Udo úgy dönt, személyesen látogatja meg Katarinát a válásuk ügyében, ám Katarina egy munkahelyi mérgezés következtében váratlanul meghal. |                                                                               |                                   |                              |                    |                   |
| |                                                                               |                                   |                              |                    |                   |
| 42. | 18.                                                                           | Der alte Herr                     | Az öregúr                    | 1988. február 27.  | 1991. február 26. |
| Katherina halála után Udó örököl egy házat. Röhmer doktor barátnője odébbáll a színtársulattal, mert nem tudja cserben hagyni őket. Egy idős ember, aki agyi érelmeszesedésben szenved többször visszamegy a klinikára, hogy meglátogassa a fiát, aki korábban ott halt meg. Egy idő után azonban őt is ott éri a halál. |                                                                               |                                   |                              |                    |                   |
| |                                                                               |                                   |                              |                    |                   |
| 43. | 19.                                                                           | Gewichtsprobleme                  | Súlyproblémák                | 1988. március 5.   | 1991. március 5.  |
| Udo és Elke nem tudják, hogyan szabaduljanak meg Elke testvérétől és barátjától, akik egészen befészkelték magukat a házukba. Angie-t az apja egy Brinkmannékhoz közeli intézetben akarja elhelyezni, aminek Angie is és Brinkmannék is nagyon örülnek. A klinikára egy erősen túlsúlyos ember kerül be, akinek egyetlen baja, hogy új barátnője erőnek erejével akarja fogyókúrára fogni. |                                                                               |                                   |                              |                    |                   |
| |                                                                               |                                   |                              |                    |                   |
| 44. | 20.                                                                           | Christas schwerster Tag           | Christa nehéz napja          | 1988. március 12.  | 1991. március 12. |
| Súlyos beteg fekszik a klinikán, Schindlerné, aki csak abban bízik, műtétje után felépül. Brinkmann és orvostársai azonban nem biztosak benne hogy az asszony állapotán segítene a műtét - kivéve Christát, aki hisz a műtétben, és főleg abban, hogy a beteg is bízik benne, ezért megoperálja a beteget. A műtét sikerül, de az asszony mégis meghal. Christa magát okolja, és komolyan megkérdőjelezi saját sebészi alkalmasságát. |                                                                               |                                   |                              |                    |                   |
| |                                                                               |                                   |                              |                    |                   |
| 45. | 21.                                                                           | Der Tag der glücklichen Tage      | A boldog párok napja         | 1988. március 19.  | 1991. március 19. |
| Schübel utolsó napját tölti a klinikán és azt a tanácsot adja Christának, hagyja ott a sebészetet, mert nem képes lelkileg megbirkózni azzal, ha elveszít egy beteget. Christa megpályáz egy kutatói állást Konstanzban és jelentkezését el is fogadják. Vollmers professzor kalandba keveredik Carolával, amit nem csak a lány udvarlója, de Udo sem néz jó szemmel. |                                                                               |                                   |                              |                    |                   |
| |                                                                               |                                   |                              |                    |                   |
| 46. | 22.                                                                           | Carola will nach oben             | Carola magasra tör           | 1988. március 26.  | 1991. március 26. |
| Karola meglátja, amikor Christa felmegy Vollmers lakására, amit igen nehezen visel, mivel ő is kapcsolatba akar kerülni a professzorral, amit az nem is utasít el. Christa és a férje között vita dúl, mert Brinkmann azzal vádolja az asszonyt, csak azért akar elfogadni egy konstanzi kutatói állást, mert ott Vollmers lenne a főnöke. Christa emiatt visszamondja az állást, ám meglátja, amint a férje bensőségesen beszélget Maria Rothenburggal, ezért mégiscsak úgy dönt, elfogadja az ajánlatot. |                                                                               |                                   |                              |                    |                   |
| | Ez a szakasz egyelőre üres vagy erősen hiányos. Segíts te is a kibővítésében! |                                   |                              |                    |                   |

### 3. évad (1988)
| Epizód | Epizód | Eredeti cím               | Magyar cím                   | Eredeti sugárzás   | Magyar sugárzás          |
| --- | ------ | ------------------------- | ---------------------------- | ------------------ | ------------------------ |
| 47. | 1.     | Der Anfang vom Ende?      | A vég kezdete                | 1988. október 8.   | 1993. március 2. (MTV1)  |
| Fél évvel később Christa elfoglalja új állását Konstanzban. Megüresedő helyére Brinkmann új adjunktust alkalmaz a klinikán és kiderül, Udo is megpályázta volna az állást, ha a professzor nem tekintette volna eleve viccnek a jelentkezését. Udo levonja a következtetést: ha a klinikán marad, előléptetésben soha nem lesz része, ezért elfogad egy baleseti sebészeti állást Hamburgban. Flórián váratlanul megérkezik Kanadából, ám feleségétől még mindig nem vált el és ezt Michaelis asszony a szemére is veti. A klinikán egy új doktornő is munkába áll. |        |                           |                              |                    |                          |
| |        |                           |                              |                    |                          |
| 48. | 2.     | Wie Du mir so ich Dir     | Szemet szemért, fogat fogért | 1988. október 15.  | 1993. március 9. (MTV1)  |
| Christa első napját tölti új munkahelyén, de máris nem boldogul az első feladattal. Emiatt lekési a vonatát, nem tud hazautazni a Fekete-erdőbe. Carola meglátogatja Vollmers doktort és megismerkedik annak anyjával, aki igen szívélyesen fogadja, de Vollmers ennek nem örül. |        |                           |                              |                    |                          |
| |        |                           |                              |                    |                          |
| 49. | 3.     | Familienleben             | Családi élet                 | 1988. október 22.  | 1993. március 16. (MTV1) |
| Christának nehezen megy a munka a laboratóriumban, ismét napokig nem tud hazamenni, esténként azonban Vollmerssel találkozik – már ha épp’ Carola nem bukkan fel váratlanul. A Klinikára új orvos, Plessers doktornő érkezik, akinek azonban nincs szállása, ezért a professzor saját házában kínál neki szobát. Ebből persze több pletyka és félreértés adódik. Mühlmann betegként látja viszont feleségét, akivel 42 éve nem találkozott, mert a háború elsodorta őket egymástól. |        |                           |                              |                    |                          |
| |        |                           |                              |                    |                          |
| 50. | 4.     | Hafturlaub                | Kimenő a rács mögül          | 1988. október 29.  | 1993. március 23. (MTV1) |
| Carola felmond a professzoréknál, mert Vollmers közelébe szeretne költözni. Vollmers főnökénél vállal állást, Alexander legnagyobb meglepetésére. A Klinikán a haldokló Hinzig úrhoz elhívják a fiát a balingeni fegyházból, de a fia útközben kirabol egy ékszerészt és menekülés közben meghal. A hír hallatán apja infarktust kap és szintén meghal. Mühlmann újra feleségül veszi régi szerelmét. |        |                           |                              |                    |                          |
| |        |                           |                              |                    |                          |
| 51. | 5.     | Auf Leben und Tod         | Élet, vagy halál             | 1988. november 5.  | 1993. március 30. (MTV1) |
| Therese Rothenburg nagyon aggódik fivére életéért, aki súlyos betegséggel fekszik a klinikán. Amikor Brinkmann professzor sikerrel operálja meg a férfit, Therese nagyon hálás, annyira, hogy megpróbálja elcsábítani a professzort, aki azonban nemet mond. Udo és Elke elhagyják a klinikát, hogy Hamburgba menjenek dolgozni Udo karrierje érdekében. Michaelis asszony levelet kap Flóriántól, amiben Flórián közli vele, újra együtt él sok éve elhagyott feleségével. |        |                           |                              |                    |                          |
| |        |                           |                              |                    |                          |
| 52. | 6.     | Der Quacksalber           | A sarlatán                   | 1988. november 12. | 1993. április 6. (MTV1)  |
| Christa meghívást kap egy kongresszusra, amit akkor tartanának, amikor nyaralásra menne a férjével. Brinkmann éppen a tervezett nyaralás miatt mond újra nemet Therese-nek, aki Amerikába hívja pár együtt töltött napra. Ennek ellenére Hildegard főnővér hírbe hozza a professzort nem csak Therese-zel, de Plessers doktornővel is, amit a professzor titkárnője nem hagy szó nélkül. A klinikára felvesznek egy lelkes fiatal orvost, aki fizetség nélkül vállalja a munkát a gyakorlatszerzés érdekében. |        |                           |                              |                    |                          |
| |        |                           |                              |                    |                          |
| 53. | 7.     | Arzt zum Nulltarif        | Orvos ingyen és bérmentve    | 1988. november 19. | 1993. április 13. (MTV1) |
| Brinkmann professzort meghívja Therese Rothenburg egy lóversenyre, ahol az ő lova is esélyesként indul. A ló nyer is, a versenyt tévén keresztül figyelő Christa gondterhelten veszi tudomásul, ahogy a férje és Therese az örömtől egymás nyakába borulnak. Udo nehezen szokja meg a hamburgi klinikán lévő elkeserítő állapotokat, a sok és erőszakos beteget, a szegényes felszerelést. A klinikán ingyen dolgozó új orvos elalszik munka közben, és ez majdnem egy beteg életébe kerül. Brinkmann megharagszik az orvosra, de nem tudja, hogy a fiatalember, hogy megéljen, a kórházi munka mellett egy gyárban is dolgozik. |        |                           |                              |                    |                          |
| |        |                           |                              |                    |                          |
| 54. | 8.     | Ein kleiner Teufel        | A kis boszorkány             | 1988. november 26. | 1993. április 20. (MTV1) |
| Mischa szomszédja megvádolja Mischát, hogy ki akart kezdeni a lányával, pedig ő csak megvédte egy erőszakos udvarlótól. Udo lelkibeteg a hamburgi klinikán uralkodó állapotok miatt, ám egy kisgyerek sikeres műtétje visszaadja az életkedvét. Christa sikeres előadást tart Lübeckben és biztosítja arról Vollmerst, hogy nem zavarja, hogy a férfi Carolával jár, akit Lübeckbe is magával hozott. Borsdorf meggyőzi Brinkmannt arról, ne rúgja ki dr. Breetz azért, mert elaludt munka közben, inkább segítsenek neki, hogy otthagyhassa a gyári munkát. |        |                           |                              |                    |                          |
| |        |                           |                              |                    |                          |
| 55. | 9.     | Der kranke Professor      | Beteg a professzor           | 1988. december 3.  | 1993. április 27. (MTV1) |
| Mischát felmentik a vád alól, miszerint kiskorúval kezdett volna viszonyt. Udo már jobban érzi magát Hamburgban, Vollmers pedig bevallja neki, most már komoly a kapcsolatuk Carolával, mert beleszeretett a lányba. A professzor és Christa olaszországi nyaralásra készülnek, ám ezt meghiúsítja Brinkmann betegsége: egy megfázás. |        |                           |                              |                    |                          |
| |        |                           |                              |                    |                          |
| 56. | 10.    | Udos Konflikt             | Összeütközések               | 1988. december 10. | 1993. május 4. (MTV1)    |
| Angie egy egeret visz be a klinikára, hogy meggyógyítsák, a professzor és két fiatal orvosa sikeresen meg is operálják az állatot. Michaelis asszony odaadóan ápolja szomszédjukat. Brinkmann születésnapján megismerkedik egymással Therese Rothenburg és Angie apja, és rögtön jó barátok lesznek. Udo továbbra is nehezen viseli a hamburgi munkájával járó stresszt, és Elkét hibáztatja, amiért annak sokkal könnyebb munkája van. A professzor pertut iszik Plessers doktornővel, aki majdnem bevallja neki érzelmeit. |        |                           |                              |                    |                          |
| |        |                           |                              |                    |                          |
| 57. | 11.    | Eine starke Frau          | Egy erős asszony             | 1988. december 17. | 1993. május 11. (MTV1)   |
| A professzort majdnem elütik az utcán, az autó később valóban balesetet szenved az országúton. A sérült sofőrt a klinikára viszik be, de egy tévedés folytán a rendőrség az utast nézi sofőrnek, és bevonják mindkettejük jogosítványát. Az utas emiatt rátámad a sofőrre, Brinkmann választja szét őket; az utas eközben megsérül, a sérülés miatt bepereli a professzort. Angie apja és Therese közeli kapcsolatba kerülnek és együtt utaznak Amerikába. A klinikán Brinkmann egy régi iskolatársát kezelik krónikus depresszióval. A férfi később a klinikán öngyilkos lesz. |        |                           |                              |                    |                          |
| |        |                           |                              |                    |                          |
| 58. | 12.    | Sorge um Benjamin         | Gondban Benjáminért          | 1988. december 31. | 1993. május 18. (MTV1)   |
| Miután Christa meglátja a professzort Plessers doktornővel egy padon, Plessers beadja felmondását, amit a professzor nem akar elfogadni. Christa és a férje között egyre nagyobb a feszültség az asszony konstanzi munkája miatt, emiatt Christa úgy dönt, be fogja adni a felmondását, különösen azután, hogy Benjamin megbetegedik, Michaelis asszony szabadságon van, és emiatt minden háztartási teendő a professzorra marad, aki nehezen boldogul. Udo végre megkéri Elke kezét, aki igent mond, és eközben Therese Rothenburg is megtartja eljegyzését Angie apjával. |        |                           |                              |                    |                          |
| |        |                           |                              |                    |                          |
| 59. | 13.    | Mit Geld geht alles?      | Pénzért mindent lehet?       | 1989. január 7.    | 1998. december 4. (TV3)  |
| A klinikán két beteg fekszik, egyiküknek jóindulatú cisztája van, de azt hiszi, meg fog halni; a másikuk halálos beteg, mégis azt kéri Brinkmanntól, mindenképpen gyógyítsa meg, mert éppen most nyert a lottón és még élni akarja az életet. Ennek érdekében felajánl a professzornak 1 millió márkát. Udot meglövik a kórházban, miközben egy beteget próbál megvédeni a támadóitól. Elke megpróbálja értesíteni erről a professzort, ám ők éppen elmentek Therese Rothenburg esküvőjére. |        |                           |                              |                    |                          |
| |        |                           |                              |                    |                          |
| 60. | 14.    | Gefahr für Udo            | A lövés                      | 1988. január 14.   | 1998. december 7. (TV3)  |
| Udót sikeresen megoperálják az őt ért lövés után. Ennek az élménynek a hatására úgy dönt, visszatér a Fekete-erdőbe, és el is vállal egy főorvosi állást. Michaelis asszonyt kvázi feleségül kéri a szomszédja, Pohl úr, amit dühödten elutasít. |        |                           |                              |                    |                          |
| |        |                           |                              |                    |                          |
| 61. | 15.    | Der zudringliche Patient  | A zaklatás                   | 1989. január 21.   | 1998. december 8. (TV3)  |
| Christa és a férje egy specialistához viszik Benjamint, akinek rejtélyes betegsége nem múlik. Az orvos azt mondja, a gyereknek semmi baja, csak hiányolja az anyját, ezért jelentkeznek nála a tünetek. Christa erre végleg úgy dönt, felmond Konstanzban, és meg is teszi. Pohl úr megpróbálja féltékennyé tenni Michaelis asszonyt, nem is kevés sikerrel. Plessers doktornőt újra meg akarja hódítani elvált férje, akinek először ellenáll, de egy repülőbaleset során rájön, mégis szereti őt. Ina nővért egy beteg zaklatja a kórházban, és megfenyegeti, feljelenti, hogy nővérek számára tiltott beavatkozást végzett el egy betegen, ha nem lesz kedvesebb hozzá. |        |                           |                              |                    |                          |
| |        |                           |                              |                    |                          |
| 62. | 16.    | Die Rentnerinitiative     | A betolakodók                | 1989. január 28.   | 1998. december 9. (TV3)  |
| A klinika életét furcsa férfi forgatja fel, akik először Hildegard főnővérrel akarnak kikezdeni, majd inkább két magányos idős beteg asszonynak udvarolnak. Az Inát zaklató beteg feljelenti a lányt, mert látta intravénás injekciót beadni, azonban a professzor Ina megbüntetése helyett a beteget helyezteti át egy másik klinikára. Pohl úr megpróbál kibékülni Michaelis asszonnyal, nem sok sikerrel. Vollmers doktort felkeresi munkaadója felesége, hogy figyelmeztesse, szerinte férjének és Carolának lehet, hogy viszonya van. |        |                           |                              |                    |                          |
| |        |                           |                              |                    |                          |
| 63. | 17.    | Herzstillstand            | A nyomozás                   | 1989. február 4.   | 1998. december 10. (TV3) |
| Udo horgászni hívja Vollmers-t,de az visszautasítja azzal, hogy Carolát akarja megvárni a repülőtéren - bár (még) nem békültek ki. Udo ezért Elkével megy kirándulni, de út közben meglátnak egy kétfedeles repülőgépet amely egy mezőn száll le. Mint kiderül csak Pressers doktornő férje érkezik ilyen furcsán, hogy találkozzon a feleségével. Udo teljesen beleesik a repülésbe és elhatározza, hogy ő is kipróbálja. Elke persze nem lelkesedik. Közben Vollmers a repülőtéren látja Carolát, de amikor meglátja Bram úrat sarkonfordul, pedig Carola őt várta, távíratozott is érte. A klinikán Borsdorf doktor betege hirtelen szívleállásban meghal. A rejtélyes eset miatt Borsdorf nyomozni kezd. Feltárja, hogy korábban a beteget felesége látogatta meg és almából-répából-grapefruitból készített mixszel itatta az egészséges táplálkozás érdekében. Borsdorf a proszektúrán vesz vért az elhunyttól: a labor eredmények furcsák. méregre utalnak. Később Brosdorf megpillantja az elhunyt feleségét miközben vidáman kirándul egy férfival. Vollmers másnap reggel horgászni készül Udoval, de az utcán összefut Carolával. Nem sikerül tisztázni a félreértéseket, jól összevesznek; Carola felpofozza Vollmerst aki mérgesen elmegy horgászni és közli Udoval, hogy "mindennek vége!". Borsdorf kinyomozza, hogy az elhunyt betegét előre megfontolt szándékkal mérgezték. Döbbenten indul vissza a kórházba, de egy rocker lány kierőszakolja, hogy elvigye Stuttgart felé. Később a lányt súlyos fejsérülésekkel találják meg egy erdőben |        |                           |                              |                    |                          |
| |        |                           |                              |                    |                          |
| 64. | 18.    | Arzt unter Verdacht       | A gyanú                      | 1989. február 11.  | 1998. december 11. (TV3) |
| Borsdorf doktort meggyanúsítják egy lány erdőbéli megtámadásával, és a gyanú árnyékából nehezen szabadul. Ugyanakkor sikerül neki és Brinkmann professzornak lépre csalnia a szívrohamban elhunyt betegük feleségét, aki bevallja, ő mérgezte meg a férfit. Udo elkezd repülőleckéket venni, Vollmers pedig kibékül Carolával. |        |                           |                              |                    |                          |
| |        |                           |                              |                    |                          |
| 65. | 19.    | Ein Mädchen in Angst      | Félelemben                   | 1989. február 18.  | 1998. december 14. (TV3) |
| Elke retteg, hogy Udót valami baj érheti, miközben repül, ezért elhatározza, ő is megtanul repülni. A professzorhoz betör egy intézetből szökött tinédzser lány, aki el is lopja Brinkmann óráját. Később balesetet szenved, és bevallja, nem akar visszamenni az intézetbe, állattenyésztést szeretne inkább tanulni. A professzor megígéri, segít neki, de a lány újra megszökik. |        |                           |                              |                    |                          |
| |        |                           |                              |                    |                          |
| 66. | 20.    | Rivalen                   | Riválisok                    | 1989. február 25.  | 1998. december 15. (TV3) |
| Udo sikeres repülővizsgát tesz. Kórházba kerül egy férfi, akinél Udo észreveszi, hogy előzőleg az apja műtötte, aki egy régi módszert használt a korszerűbb eljárás helyett. Megpróbálja rábeszélni, ezentúl használja ő is a modernebb módszert, de Brinkmann ezt kritikának veszi, és összeveszik Udóval. Amikor Pohl úr leesik a tetőről és Udo nem birkózik meg a súlyos műtéttel, apját hívja segítségül. A klinikán ápolt intézetis lány új életet kezdhet Therese Rothenburg gazdaságában, mint állatgondozó-segéd. |        |                           |                              |                    |                          |
| |        |                           |                              |                    |                          |
| 67. | 21.    | Sturz mit Folgen          | Végzetes repülés             | 1989. március 4.   | 1998. december 16. (TV3) |
| Pohl úr gyógyulása tovább tart, ezért Michaelis asszony mély lelkiismeret-furdalást érez. Christa elvállal egy részmunkaidős állást egy kutatóintézetben, emiatt új gyerekgondozót keres; meglepetésére az állásra egy férfi jelentkezik. Udo unokatestvérének sürgősen új vesére van szüksége, de nem tudják, honnan tudnának neki szerezni. Udo és Elke közben az esküvőjükre készülnek. |        |                           |                              |                    |                          |
| |        |                           |                              |                    |                          |
| 68. | 22.    | Nierenspende              | Vesedonor                    | 1989. március 11.  | 1998. december 17. (TV3) |
| Udo unokatestvérének, Jochennek szerencséje van: a klinikára beszállítanak egy szervdonorigazolvánnyal rendelkező férfit, akinek a veséje megfelelne számára, és már készülnek az operációra, amikor a férfi özvegye megtiltja a vese kivételét. Emiatt Brinkmann professzor ajánlja fel saját veséjét, amit előbb Udo és Christa is ellenez, de végül beleegyeznek. Christa munkába áll a kutatóintézetben, és rögtön hatalmi harcok között találja magát. |        |                           |                              |                    |                          |
| |        |                           |                              |                    |                          |
| 69. | 23.    | Transplantation           | Veseátültetés                | 1989. március 18.  | 1998. december 18. (TV3) |
| Brinkmann is, és Jochen is jól van a sikeres műtét után. Kirschnét koponyatöréssel szállítják be a klinikára, és rögtön Hildegard főnővér rosszmájú megjegyzéseinek céltáblája lesz, ami miatt Borsdorf nyilvánosan kígyónak titulálja a nővért. Christa felfedezi, hogy a készülő gyógyszernek, aminek a kifejlesztésében részt vesz, halálos mellékhatása van, emiatt nem vállal többet részt a munkában. A klinikán az intézmény fennállásának 80. évfordulójára készülnek. |        |                           |                              |                    |                          |
| |        |                           |                              |                    |                          |
| 70. | 24.    | Hochzeit mit Hindernissen | Esküvö akadályokkal          | 1989. március 25.  | 1998. december 21. (TV3) |
| Brinkmann professzor hamar munkába áll veseoperációja után, és lelkesen veti bele magát a villanyvonatozásba, amit ajándékként kért Jochentől. A klinika 80 éves fennállásának évfordulóját ünneplik, Elke és Udo pedig esküvőjükre készülnek. Az esküvőt azonban majdnem le kell mondani, mivel Benjamin és Jerry kutya eltűnik, és Udónak is nyoma vész. |        |                           |                              |                    |                          |